# Sigtuna (Gemeinde)
Koordinaten: 59° 37′ N, 17° 44′ O

Sigtuna ist eine Gemeinde (schwedisch kommun) in der schwedischen Provinz Stockholms län und der historischen Provinz Uppland. Sie liegt etwa 50 km nordwestlich von Stockholm und hat eine Fläche von 328 km². Hauptort ist Märsta, weitere Ortschaften sind die namensgebende Stadt Sigtuna sowie Husby-Ärlinghundra, Norrsunda, Rosersberg, Skepptuna und weitere kleinere Dörfer.

## Geographie
Das Gebiet der Gemeinde Sigtuna ist weitgehend eben und landwirtschaftlich genutzt. Im Südosten der Gemeinde liegt der Vogelsee Fysingen. Die südliche Grenze bilden Seitenarme des Mälaren wie Sigtunafjärden, an dem die Stadt Sigtuna liegt, und Skofjärden. Im Süden finden sich auch einige der schönsten schwedischen Schlösser, wie z. B. das königliche Schloss Rosersberg, Schloss Steninge u. a. Im Zentrum der Gemeinde, einige Kilometer nordöstlich des Hauptortes Märsta, liegt der Flughafen Stockholm/Arlanda.

## Wirtschaft
In der Gemeinde Sigtuna dominiert der Dienstleistungsbereich. Arlanda ist mit über 13.000 Beschäftigten in verschiedenen Branchen der größte Arbeitsplatz. In der Stadt Sigtuna und in deren Nähe befindet sich eine Reihe nationaler Bildungs- und Schulungseinrichtungen sowie Konferenzzentren. Einige kleinere und mittelgroße Industriebetriebe haben sich auch in der Gemeinde Sigtuna niedergelassen.

## Städtepartnerschaften
Partnerstädte von der Gemeinde Sigtuna sind 
- Rakvere in Estland, seit 1990
- Raisio in Finnland, seit 1975
- Porsgrunn in Norwegen, seit 1970

## Persönlichkeiten
- Elis Wilhelm Håstad (1900–1959), Politikwissenschaftler, Herausgeber und Politiker
- Christer Fant (* 1953), Schauspieler